# Cyclopeltella orbicularis
Cyclopeltella orbicularis är en svampart som beskrevs av Petr. 1953. Cyclopeltella orbicularis ingår i släktet Cyclopeltella och familjen Micropeltidaceae.   Inga underarter finns listade i Catalogue of Life.